# Banana da Terra
Banana da Terra es una película musical brasileña de 1939, producida por Wallace Downey con guion de João de Barro y Mário Lago y dirección de Ruy Costa.

## Sinopsis

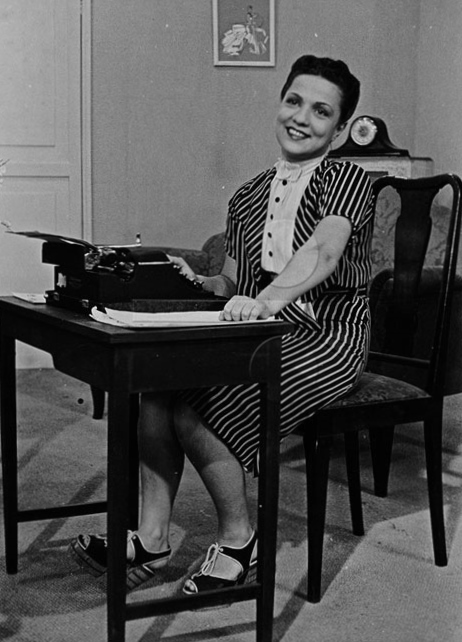
Dircinha Batista en Banana da Terra

Una isla en el Océano Pacífico, Bananolândia, ha producido mucho plátano ese año y no tiene compradores para el producto. La reina de la tierra (Dircinha Batista), asesorada por el jefe del consejo, piensa que debería venderlo a Brasil y que podrá conseguirlo a través de una intensa propaganda hecha por los periódicos y la radio.

## Producción
Algunas fuentes consultadas por la Cinemateca Brasileira atribuyen la dirección de la película a João de Barro e indican 1938 como fecha de producción. La película tuvo un gran éxito, pero para conseguir un buen lanzamiento del Metro, tuvo que someterse a las condiciones de la distribuidora estadounidense: "(...) la película sólo podía volver a presentarse" después de sesenta días de exhibición en Cine Metro."
En la película, Carmen Miranda aparece por primera vez vestida de "baiana", cantando O que é que a baiana tem?. La inclusión de la música en la película selló el destino de Dorival Caymmi como gran compositor, y sirvió como punto de partida para la trayectoria nacional e internacional de prestigio.

## Reparto
- Carmen Miranda
- Aurora Miranda
- Dircinha Batista
- Linda Batista,
- Emilinha Borba
- Neyde Martins
- Almirante
- Oscarito
- Orlando Silva
- Aloysio de Oliveira
- Jorge Murad
- Carlos Galhardo
- Lauro Borges
- Barbosa Castro
- Mário Silva
- Paulo Netto
- Alvarenga
- Bentinho
- Bando da Lua
- Orquesta Napoleão Tavares
- Orquesta Romeu Silva y artistas del Cassino da Urca

## Números musicales
- Amei demais — Barbosa Castro (de Barbosa Castro)
- Eu vou pra farra — Bando da Lua (de João de Barro)
- A Jardineira — interpretada por Orlando Silva (de Benedito Lacerda e Humberto Porto)
- Mares da China — Carlos Galhardo (de João de Barro e Alberto Ribeiro)
- Menina do regimento — Aurora Miranda (de João de Barro e Alberto Ribeiro)
- Não sei porque — Bando da Lua (de João de Barro e Alcyr Pires Vermelho)
- O que é que a Baiana Tem? — Carmen Miranda (de Dorival Caymmi)
- O Pirulito — Carmen Miranda e Almirante (de João de Barro e Alberto Ribeiro)
- Não sei se é covardia — Carlos Galhardo (de Ataulfo Alves e Claudionor Cruz)
- Sem banana macaco se arranja — Carlos Galhardo (de João de Barro e Alberto Ribeiro)
- A Tirolesa — Dircinha Batista (de Paulo Barbosa e Osvaldo Santiago)